# Сувенір: Частина 2
«Сувенір: Частина 2» (англ. The Souvenir Part II) — американо-британський драматичний фільм, знятий режисером Джоана Гоґґ, яка також виступила сценаристом і продюсером. Є сиквелом фільму «Сувенір», також знятого і написаного Гоґґ. У головних ролях — Онор Бірн, Тільда Свінтон, Чарлі Гітон, Гарріс Дікінсон і Джо Алвін. Виконавчим продюсером був Мартін Скорсезе.

## В ролях
| Актор                 | Роль          |
| --------------------- | ------------- |
| Онор Свінтон Бірн     | Джулі         |
| Тільда Свінтон        | Розалінд      |
| Джейганн Айє          | Марланд       |
| Річард Айоаді         | Патрік Ле Маж |
| Аріана Лабед          | Ґаранс        |
| Гарріс Дікінсон       | Піт           |
| Чарлі Гітон           | Джим Деггер   |
| Джо Алвін             | Макс          |
| Тосін Кол             | Філ           |
| Том Берк              | Ентоні        |
| Джеймс Спенсер Ешворт | Вільям        |
| Ґала Ботеро           | Сьюзі         |
| Барбара Пірсон        | Барбара       |
| Джеймс Доддс          | Джеймс        |

## Виробництво
У травні 2017 року стало відомо, що Онор Свінтон Бірн, Роберт Паттінсон, Тільда Свінтон, Річард Айоаді і Аріана Лабед приєдналися до акторського складу, а Джоанна Гоґґ знову виступить режисером і сценаристом фільму. Люк Шиллер, Ед Гвіні, Роуз Гарнетт, Ліззі Франке, Емма Нортон, Ендрю Лоу, Мартін Скорсезе і Емма Тіллінджер Коскофф виступлять продюсерами фільму через свої компанії Element Pictures, BBC Films і Sikelia Productions.
У червні 2019 року Роберт Паттінсон вибув з проєкту у зв'язку із зайнятістю в іншому проєкті. У серпні 2019 року Чарлі Гітон, Гарріс Дікінсон і Джо Алвін приєдналися до акторського складу фільму
Знімальний процес розпочався 3 червня 2019 року і завершився в липні 2019 року.

## Прем'єра
У січні 2019 року A24 придбала права на дистрибуцію фільму в США, а в березні 2021 року Picturehouse Entertainment — у Великій Британія.
Світова прем'єра відбулася на Каннському кінофестивалі в секції «Двотижневик режисерів» 8 липня 2021 року. Фільм вийшов у прокат у США 29 жовтня 2021 року.

## Нагороди та номінації
| Рік  | Нагорода або фестиваль               | Категорія                              | Отримувач                                                 | Результат |
| ---- | ------------------------------------ | -------------------------------------- | --------------------------------------------------------- | --------- |
| 2021 | Каннський кінофестиваль              | Palm Dog Award                         | Роза, Дора та Сніжок                                      | Перемога  |
| 2021 | Готем                                | Найкращий іноземний фільм              | Сувенір: Частина 2                                        | Номінація |
| 2021 | Премія британського незалежного кіно | Найкращий британський незалежний фільм | Джоанна Гоґґ, Ед Гіні, Емма Нортон, Ендрю Лоу, Люк Шиллер | Номінація |
| 2021 | Премія британського незалежного кіно | Найкращий режисер                      | Джоанна Гоґґ                                              | Номінація |
| 2021 | Премія британського незалежного кіно | Найкращий сценарій                     | Джоанна Гоґґ                                              | Номінація |
| 2021 | Премія британського незалежного кіно | Найкращий актор другого плану          | Річард Айоаді                                             | Номінація |
| 2021 | Премія британського незалежного кіно | Найкраща акторка другого плану         | Тільда Свінтон                                            | Номінація |
| 2021 | Премія британського незалежного кіно | Найкращий дизайн костюмів              | Грейс Снелл                                               | Перемога  |
| 2021 | Премія британського незалежного кіно | Найкращий монтаж                       | Гелль ле Февр                                             | Перемога  |
| 2021 | Премія британського незалежного кіно | Найкращий макіяж та зачіски            | Шивон Гарпер-Раян                                         | Номінація |
| 2021 | Премія британського незалежного кіно | Найкращий продакшн-дизайн              | Стефан Коллонж                                            | Перемога  |